# Calcio a 5 per ciechi
Il calcio a 5 per ciechi è una disciplina per atleti con disabilità visiva. Si divide in calcio a 5 B1, che è una disciplina paralimpica (viene giocato alle paralimpiadi), e calcio a 5 B2/3, che è invece una disciplina detta "di alto livello" (non viene giocata alle paralimpiadi). Le due classificazioni B1 e B2/3 identificano rispettivamente i non vedenti e gli ipovedenti. Il gioco del calcio a 5 per atleti con disabilità visive (ipovisione e cecità) è svolto secondo le regole dell'IBSA. Il calcio B1 ha regole uniche e particolari mentre il calcio B2/3 presenta poche differenze da quelle FIFA, seppure entrambi gli sport si rifacciano alle regole base della FIFA.
Tutto lo sport (discipline sportive) praticato da persone con disabilità visiva è gestito dall'International Blind Sports Federation (IBSA), fondata nel 1981 a Parigi.

## Caratteristiche di gioco
Il campo di gioco nel calcio B1 è all'aperto, di forma rettangolare, è quello standard per il calcio a 5 (lunghezza compresa tra 38 e 42 metri e larghezza 20 metri). Il calcio a 5 per ciechi si gioca con sponde laterali, posizionate sui due lati a destra e sinistra. Le sponde sono alte dai 100 ai 130 centimetri, in modo tale che la palla possa uscire solo dalle linee di fondo. Mentre il calcio a 5 B2/3 ipovedenti si gioca in palestra o all'aperto in un tradizionale campo di calcio a 5 senza nessun altro tipo di accorgimento e con il classico pallone di calcio 5 a rimbalzo controllato.
Nel calcio 5 B1 anche il pallone è costruito in modo da poter essere acusticamente individuato: infatti, all'interno posizionati tra la camera d'aria e l'involucro esterno, sono presenti dei sonagli in acciaio che emettono un suono udibile dagli atleti.
Se la palla perde le sue caratteristiche sonore deve essere sostituita. La palla di riserva è tenuta nel posto del cronometrista. 
Le squadre sono composte da 4 giocatori di movimento, non vedenti, e da un portiere vedente o ipovedente (B2 o B3). 
Nel calcio B1 è necessario, per lo sviluppo del gioco, anche un altro giocatore vedente posizionato dietro la porta avversaria chiamato guida all'attacco. Pertanto i 4 giocatori non vedenti sono guidati, fuori dal campo, dall'allenatore per il centro campo e dalla guida retro porta per l'azione d'attacco, mentre il portiere, in campo, guida la difesa. Per regolamento nessun altro può parlare durante il gioco, guida retro porta, allenatore e portiere possono parlare soltanto quando la palla si trova nella propria zona di pertinenza. Nel calcio B2/3 oltre all'allenatore nessun altro giocatore o tecnico è necessario.

### Regole
Le partite del calcio B1 sono formate da due tempi effettivi di 15 minuti ciascuno, intervallati da una pausa della durata massima di dieci minuti.
I quattro giocatori non vedenti sono liberi di muoversi nel campo come meglio credono, mentre i portieri, nel calcio B1 possono muoversi solo all'interno dell'area del portiere, profonda due metri, e non possono toccare la palla fuori dall'area né con i piedi né con le mani. Nel calcio B2/3 invece l'area di movimento del portiere è la classica area di rigore comunemente usata nel calcio a 5. Nel calcio B1 i quattro giocatori non vedenti devono, per regolamento, essere bendati con tampone oculare e mascherina, onde impedire vantaggi tra giocatori che percepiscono luci e ombre rispetto a chi non percepisce neppure la luce. Nel calcio B2/3 i giocatori giocano senza mascherina e nessun altro accorgimento viene adottato.
Nel Calcio B1 il numero minimo di giocatori richiesto per iniziare la partita è di 5: 1 portiere e 4 giocatori in campo. I giocatori possono essere sostituiti da giocatori di riserva in misura illimitata (Nel campionato Italiano), mantenendo il rapporto: 1 portiere e 4 in campo, in ambito internazionale le sostituzioni sono limitate a 6 per ogni tempo di gioco. Le sostituzioni che vengono effettuate nell'intervallo tra il 1º e 2º tempo, non vengono conteggiate

## Diffusione
Il calcio a 5 non vedenti è molto diffuso in Sudamerica, dove si ha notizia del primo campionato brasiliano già a partire dal 1980. Le due categorie B1 e B2/3 hanno origini e storie diverse in quanto il calcio B1 è giocato da giocatori ciechi assoluti e regole uniche e particolari (infatti viene giocato alle paralimpiadi), mentre il calcio B2/3 è giocato da giocatori con deficit visivi (ipovedenti) con regole pressoché identiche al convenzionale regolamento FIFA. La diffusione del calcio per non vedenti viene quindi riportata a far data dalle prime esperienze avvenute con il calcio B1.
In Europa il primo campionato nazionale ha avuto luogo in Spagna nel 1986; i primi campionati continentali europei e americani, invece, si sono svolti nel 1997, seguiti dal primo Campionato del Mondo nel 1998. Dal 2004 è inserito nelle discipline praticate alle Paralimpiadi.

### Italia
In Italia si hanno notizie di esperienze con il calcio non vedenti, B1, da circa trenta anni. Inizialmente si gioca in 8 su campi in terra; in seguito, come appreso dalla Spagna, il gioco diventa calcio a 5, giocato in campi con fondo sintetico o palestre con l'inserimento delle sponde, chiamato inizialmente (futsal). In Italia si giocano un campionato nazionale, la Coppa Italia e la Supercoppa.
La FISPIC (Federazione Italiana Sport Paralimpici per Ipovedenti e Ciechi) gestisce il calcio non vedenti oltre ad altre discipline giocate da persone con disabilità visiva.
Dal sito della FISPIC si può scaricare l'intero albo d'oro. Oggi in Italia il calcio non vedenti è praticato con dei gironi regionali in categorie provinciali da nord a sud in Piemonte, Emilia, Liguria, Toscana, Marche, Lazio, Campania, Puglia e Sicilia.
In Italia, se il portiere è vedente, non può essere registrato con nessuna Federazione "a cinque" o di Football (F.I.F.A.) negli ultimi 5 anni.